# Rentmauer Dattenberg
Die Rentmauer Dattenberg ist eine ehemalige Befestigungsanlage unbekannter Zeitstellung ca. 1,5 km südwestlich des Glashüttener Ortsteils Schloßborn im Hochtaunuskreis. Sie befindet sich auf dem Gipfel des Dattenbergs und liegt im Naturschutzgebiet „Rentmauer - Dattenberg“.

## Befestigungsanlage

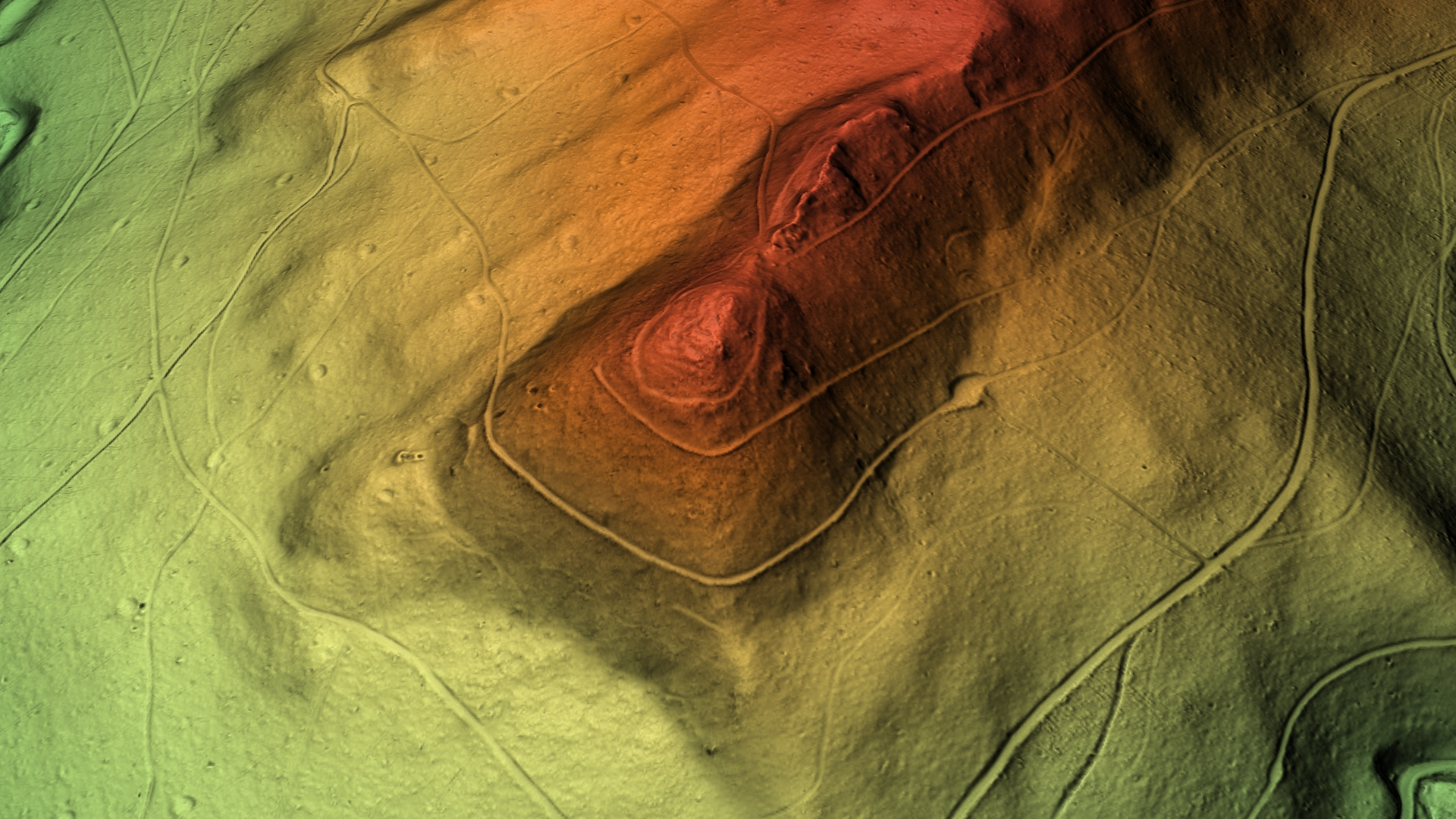
3D-Ansicht des digitalen Geländemodells

Der Burgstall befindet sich auf einem Höhenrücken, der lediglich im Norden ebenflächig mit dem Hinterland verbunden ist. Zum Westen, Süden und Osten hin fällt das Gelände steil in das Schloßborner- bzw. das Dattenbachtal hin ab.
Für die Existenz der Anlage finden sich heute nur noch geringe Hinweise in Form von verstreut liegenden Mauersteinen. Demgegenüber erkannte Karl August von Cohausen im Jahr 1879 einen 300 zu 120 Schritt messenden, ovalen Wall, der den Felskopf umschloss. Schon Christian Ludwig Thomas konnte 1909 diesen Ringwall nicht mehr erkennen. Dafür fand er am Südwesthang Podien, die auf eine Besiedlung hindeuten. Er machte zwei Terrassenwälle aus, die diese Siedlung nach Norden sicherten.

## Denkmalschutz
Der Bereich der Wallanlage ist ein Bodendenkmal nach dem Hessischen Denkmalschutzgesetz. Nachforschungen und gezieltes Sammeln von Funden sind genehmigungspflichtig, Zufallsfunde an die Denkmalbehörden zu melden.

## Der BergButznickel

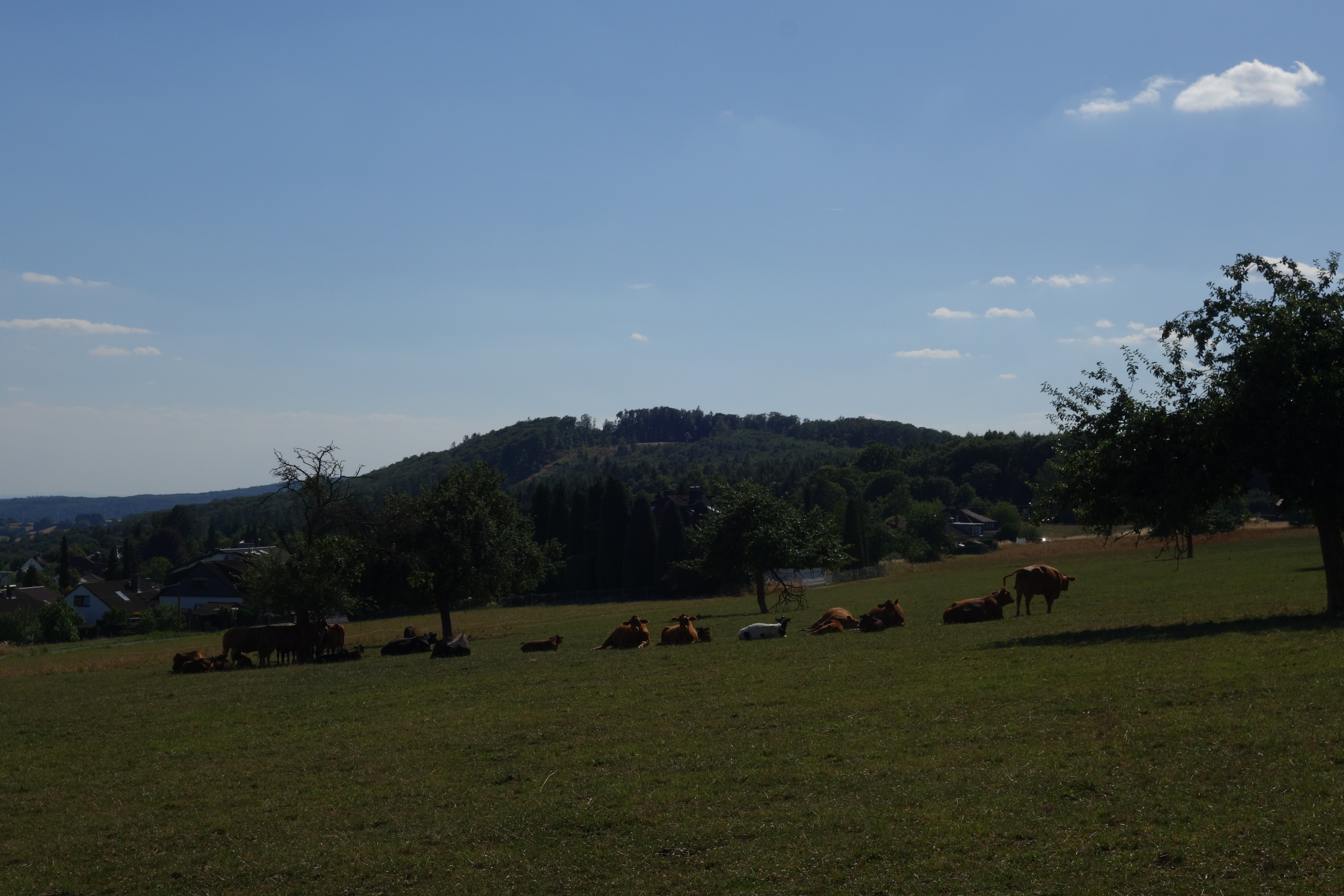
Berg Butznickel aus Richtung Nordost gesehen

Der Dattenberg ist die felsige Verlängerung des Butznickels. Der Name leitet sich vom Dattenbach ab, der unterhalb des 446,5 Meter hohen Berges fließt. Die Quelle des Dattenbaches am untersten Südhang des Dattenbergs wurde am 1. Juni 1968 in Natursteinen gefasst. Der Südhang des Dattenberges trägt den Namen Rentmauer. Die Namensherkunft ist unklar. Hermin Herr vermutet, er könne von „Grenzmauer“ abgeleitet sein.

## Naturschutzgebiet
Seit 1974 steht ein 10,46 Hektar großes Gebiet unter dem Namen „Rentmauer - Dattenberg“ unter Naturschutz. Es handelt sich um ein FFH-Gebiet.